# Husiți

Predicator husit,
pictură de, 1836.

Husiții (în cehă Husité, sau Kališníci - „poporul Potirului”) au fost adepții unei mișcări creștine pre-protestante care urmau învățăturile reformatorului ceh Jan Hus, cel mai cunoscut reprezentant al Reformei husite⁠(en)[traduceți].
Mișcarea husită a apărut în Regatul Boemiei, la începutul secolului al XV-lea, și s-a răspândit rapid în restul țările Coroanei boeme, inclusiv în Moravia și Silezia. Au apărut mici comunități husite și în Regatul Poloniei, Lituania și Transilvania, dar care s-au mutat în Boemia după ce s-au confruntat cu intoleranța religioasă.

## Vezi și
- Războaiele Husite

  Materiale media legate de Husiți la Wikimedia Commons